# Asnat Barzani
Asnat bat Shmuel Barzani, Osnat Barzani o Asenath Barzani (en kurdo, Asênat Barzanî; 1590-1670), fue una poetisa, escritora y rabina kurda, que fue la cabeza de la escuela rabínica de Mosul, en Irak. Por ello considerada la primera mujer rabina de la historia, así como la primera mujer líder en la historia del Kurdistán.

## Biografía
Se sabe que Asnat nació en el año 1590, en el seno de una prominente familia judía de Mosul.
Asnat era hija y nieta de rabinos. Su padre, el rabino Samuel HaLevi Barzani, era el líder de la yeshivá de Mosul. Su familia vivía en la pobreza, mas el rabino era considerado como un santo. No tuvo hijos varones, así que se dedicó a educar personalmente a su hija. Conocido maestro de la Cabalá, se dice que enseñó a su hija sus secretos. Barzani adoraba a su padre, y lo consideraba como un rey de Israel. En una carta, ella describió su crianza:

"Nunca me fui de la entrada de mi casa o me asomé afuera; Yo era como una princesa de Israel...crecí sentada con eruditos, junto a mi padre, de bendita memoria. Nunca me enseñaron ningún trabajo físico, sino más bien el estudio sagrado".

Barzani se casó con uno de los mejores estudiantes y sobrino de su padre, El rabino Jacob Mizrahi, quien prometió a su padre que su hija no haría ningún trabajo doméstico y podría pasar su tiempo como estudiosa de la Torá. Después de la muerte de su padre, su marido se convirtió en el jefe (Rosh yeshivá) de la Yeshivá de Mosul. Estaba tan involucrado en sus estudios que ella era quien esencialmente enseñaba a los estudiantes de la yeshivá y les proporcionaba la formación rabínica requerida. Según se cuenta, después de haber cumplido con la el mandamiento judío (mitzvá) de casarse y reproducirse, luego de haber tenido un hijo varón y una hija, le suplicó al Señor no volver a quedar embarazada y que cerrara su matriz para poder dedicarse de lleno al estudio de la Torá.
Tras la muerte de su marido, la dirección de la Yeshivá pasó a ella de forma natural, y con el tiempo se hizo conocida como la maestra principal de la Torá en el Kurdistán. Ya que ni su padre ni su marido habían sido exitosos en la recaudación de fondos para la yeshivá, esta siempre estaba en dificultades financieras, y Barzani escribió una serie de cartas solicitando donaciones, describiendo la situación de la academia talmúdica y la de sus hijos. Eventualmente y debido a  las deudas, su casa y sus pertenencias fueron confiscadas, incluyendo sus libros, pero ella sentía que no era apropiado que una mujer viajase en busca de apoyo financiero. Barzani escribió.:

"Y él [mi padre] hizo que mi marido jurara que no iba a hacer que yo hiciera trabajo doméstico, y él hizo lo que le había mandado. Desde el principio, el rabino [Mizrahi] estaba ocupado con sus estudios y no tenía tiempo para enseñar a los alumnos; pero yo les enseñaba en su lugar, yo era una compañera para él ... [Petición de apoyo en nombre de] mi padre ... y el Rabino ... de modo que su Torá y sus nombres [de los estudiantes] no sean llevados a la nada en estas comunidades; porque yo permaneceré como su maestra de la Torá ... "

A pesar de los problemas financieros, la yeshivá continuó funcionando con éxito y produciendo estudiosos de alto nivel, incluyendo a su hijo, al que envió a Bagdad, donde continuó su dinastía de eruditos rabínicos.
En cartas dirigidas a ella, se puede ver el respeto y la admiración de sus compañeros académicos de lejos y de cerca. Sus pocos escritos existentes demuestran un dominio completo del hebreo, la Torá, el Talmud, el Midrash, así como la Cábala, y sus cartas son no solo dignas de erudito, sino también de un maestro de la prosa y poesía.  Luego de su muerte, muchos judíos kurdos hacían peregrinaciones a su tumba en Amadiya en el norte de Irak, donde también está enterrado su padre.

## Título
A Barzani se le dio el título de Tanna'it (Tanaim), un raro honor para una mujer judía. El título de Tanna'it, y su papel como jefa de una yeshivá (escuela rabínica) no es exactamente la de rabino, y por lo tanto se la considera como un raro ejemplo de un maestro rabínico de género femenino, aunque sin ordenación como "rabino" equivalente al rango de juez religioso en el judaísmo tradicional. Se hizo muy conocida y famosa en Kurdistán por su gran erudición.

## Leyendas
Existen muchas historias folklóricas kurdas y leyendas populares sobre ella y los supuestos milagros que realizaba, incluida aquella en la que se describe en "Una multitud de ángeles". En el folklore local, su sexualidad juega un papel central, al contrario de lo que ocurrió durante su vida real. Muchas de las historias le suponen poderes sobrenaturales y han sido encontradas en amuletos. Estos incluyen entre otros, su capacidad para limitar sus embarazos a dos niños para poder dedicarse a sus estudios, y la capacidad de alejar a un intruso que intentaba violarla, gracias a la invocación de nombres divinos.

### Una multitud de ángeles
De acuerdo con la leyenda, su padre se aparecía a menudo en los sueños de Barzani, revelando peligros para ella y diciéndole cómo evitarlos. En una ocasión, fue a Amadiya, en el Sultanato de Bahdinan, donde convenció a los judíos de celebrar Rosh Jodesh, la festividad de la luna nueva, al aire libre, como había sido la costumbre antes de que fueran amenazados por gentiles hostiles. A medida que avanzaban con la celebración, hubo gritos y vieron unas llamas que subían hacia el cielo. La sinagoga había sido incendiada, con todos los pergaminos y libros sagrados. Se cuenta que Barzani susurró un nombre secreto que había aprendido de su padre; luego de esto, la gente vio una multitud de ángeles que descendieron hasta el techo de la sinagoga. Los ángeles sacudieron sus alas para apagar las llamas, hasta que la última chispa había sido extinguida. Luego de esto, se levantaron hacia el cielo como una bandada de palomas blancas. Y cuando el humo se disipó, todo el mundo vio que no solo ninguno de los judíos presentes había sido herido en el incendio, sino que otro milagro había ocurrido: la sinagoga no se había quemado, ni ninguno de los rollos de la Torá fueron tocados por las llamas. Después de ese milagro, los judíos de Amadiya no fueron acosados por los gentiles durante mucho tiempo. En su honor, dieron su nombre a la sinagoga, y la leyenda a la entrada de la misma termina con las palabras "y que sigue en pie hoy en día".

## Muerte
Asenat Barzani falleció en 1670. Su tumba es un lugar visitado por los pocos judíos que quedan residentes en Kurdistán, así como judíos kurdos que viven en otros países.